# 冬空実
冬空実(ふゆぞらみのり)は、日本のイラストレーター。

## 来歴
ライトノベルの挿絵やゲームの原画を手がける。

## 作品

### イラスト
- 『サラリーマン中二病』（『モンスター文庫』双葉社、著者：山南葉、全1巻）

1. 2014年9月30日発売 ISBN 9784575750096

- 『魚里高校ダンジョン部!』（『ファミ通文庫』KADOKAWA/エンターブレイン、全2巻）

1. 2015年1月30日発売 ISBN 9784047301733
2. 2015年5月30日発売 ISBN 9784047305045

- 『異世界チート開拓記』（『Mノベルス』双葉社、著者：ファースト、全5巻）

1. 2015年3月27日発売 ISBN 9784575238945
2. 2015年8月29日発売 ISBN 9784575239164
3. 2016年1月30日発売 ISBN 9784575239416
4. 2016年6月30日発売 ISBN 9784575239720
5. 2017年4月21日発売 ISBN 9784575240153

- 『銀河鉄道の夜』（『双葉社ジュニア文庫』双葉社、著者：宮沢賢治、全1巻）

1. 2016年7月22日発売 ISBN 9784575239799

- 『俺の部屋ごと異世界へ! ネットとAmozonの力で無双する』（『モンスター文庫』双葉社、著者：月夜涙、全3巻）

1. 2017年2月28日発売 ISBN 9784575751239
2. 2017年6月30日発売 ISBN 9784575751437
3. 2017年11月30日発売 ISBN 9784575751734

- 『異世界チート開拓記』（『モンスター文庫』双葉社、著者：ファースト、既刊3巻）

1. 2017年6月30日発売 ISBN 9784575751468
2. 2017年9月30日発売 ISBN 9784575751635
3. 2018年2月28日発売 ISBN 9784575751932

- 『生贄投票』（『双葉社ジュニア文庫』双葉社、著者：葛西竜哉、全1巻）

1. 2018年3月21日発売 ISBN 9784575240863

- 『エルフの山田さん（自称） 1DKから始める世界樹育成生活』（『BKブックス』ぶんか社、著者：長尾隆生、全1巻）

1. 2018年11月5日発売 ISBN 9784821144952

- 『隣の部屋の女騎士は、異世界人で飲み友達』（『Mノベルス』双葉社、著者：猫正宗、既刊2巻）

1. 2018年9月29日発売 ISBN 9784575241198
2. 2019年2月28日発売 ISBN 9784575241563